# لغز الحياة
لغز الحياة كتاب لمصطفى محمود يناقش فيه شكل الحياة قبل ملايين السنين التي كانت تخلو من الضعف والشيخوخة ولا تعتمد على التزاوج والتلاقح، لينتقل بعدها إلى تطور الحياة. تتنوع أيضًا موضوعات الكتاب لتشمل الرد علي نظرية داروين، والرد علي نظرية فرويد ،والقنبلة الذرية وإعجاز الخالق في التواصل بين الحيوانات والحشرات بعضها، وغيرها من ألغاز العلم والحياة.